# شهرستان سنت ماری (مریلند)
شهرستان سنت ماری، مریلند (به انگلیسی: St. Mary's County, Maryland) یک سکونتگاه مسکونی در ایالات متحده آمریکا است که در مریلند واقع شده‌است.

## خصوصیات
شهرستان سنت ماری ۱٬۹۷۸٫۷۶ کیلومترمربع مساحت دارد.